# 287432 Bril
287432 Bril è un asteroide della fascia principale. Scoperto nel 2002, presenta un'orbita caratterizzata da un semiasse maggiore pari a 3,185995 UA e da un'eccentricità di 0,187292, inclinata di 4,172931° rispetto all'eclittica.